# Sauria Buttress
Sauria Buttress ist eine rund 1300 m hohe Felssäule im ostantarktischen Coatsland. In der Shackleton Range ragt sie unmittelbar südlich des Lundström Knoll aus dem Pioneers Escarpment auf.
Luftaufnahmen von dieser Felssäule entstanden 1967 durch die United States Navy. Der British Antarctic Survey nahm zwischen 1968 und 1971 Vermessungen vor. Das UK Antarctic Place-Names Committee benannte sie 1972 nach dem französischen Erfinder Charles Sauria (1812–1895), der 1831 das erste funktionierende Reibungsstreichholz entwickelt hatte.